# 고바야시 료유
고바야시 료유(일본어: 小林 陵侑, 1996년 11월 8일~)는 일본의 스키점프 선수이다. 2018–19 시즌 월드컵에서 종합 우승을 차지했으며, 4언덕 토너먼트의 모든 경기에서 우승한 역대 3번째 선수이다. 이후 2022년 동계 올림픽에서 노멀힐 개인전 금메달, 라지힐 개인전 은메달을 획득했다.
이와테군 마쓰오촌 출신으로 형인 준시로, 누나인 유카, 동생인 다쓰나오도 스키점프 선수이다.